# 阿部志郎
阿部 志郎（あべ しろう、1926年（大正15年）2月1日 - ）は、日本を代表する社会福祉実践家。学校法人明治学院理事長、東京女子大学理事長、日本社会福祉学会長、日本キリスト教社会福祉学会会長等を歴任。キリスト教功労者（2004年）。

## 経歴
1926年、東京に生まれる。青山学院中等部、明治学院専門学校を経て、1949年（昭和24年）、東京商科大学（現一橋大学）卒業。同年、明治学院大学に奉職、のちに助教授。1950年（昭和25年）から1952年（昭和27年）まで、米国ユニオン神学校に留学。1957年（昭和33年）、社会福祉法人横須賀基督教社会館理事および館長に就任。1985年（昭和60年）から2002年（平成14年）まで学校法人横須賀学院理事長。また、中央社会福祉審議会委員長職務代理、日本社会福祉学会会長、日本キリスト教社会福祉学会会長、神奈川県立保健福祉大学学長、神奈川県立保健福祉大学名誉学長を歴任。2017年（平成29年）青山学院大学名誉博士。

## 人物
- 地域福祉の観点からの地域社会研究などで知られた[3]。
- 「日本が韓国に犯した罪は２つある。一つは武力による侵略で、もう一つは同化政策で名前も文字も使えないよう強要したことだ」という信念から、在日朝鮮人の福祉事業に取り組んでおり、韓国から良心的日本人として認められている[5]。

## 主な著書
《伝記・自伝》
- 大内和彦『福祉の伝道者　阿部志郎』2006年　大空社
- 阿部志郎「わが人生」『神奈川新聞』2018年9月3日～11月30日に62回連載

以下に著書の一部を掲載する。
- 『地域福祉の思想と実践』１９８６年　海声社
- 『トインビーホールの100年』１９８７年　全国社会福祉協議会出版部
- 『福祉の心』１９８７年　海声社
- 『ボランタリズム』１９８８年　海声社
- 『福祉実践への架橋』１９８９年　海声社
- 大内和彦『福祉の伝道者　阿部志郎』2006年　大空社
- 『福祉の哲学』２００８年　誠信書房　ほか。

《映像》
- 「地域福祉の原点」(放送大学　特別講義)　1996年頃